# 放送区域
放送区域（ほうそうくいき）とは、基幹放送において、一定以上の電界強度を要求される区域のことである。

## 定義
総務省令基幹放送局の開設の根本的基準第2条第1項第15号に、「一の基幹放送局（人工衛星に開設するものを除く。）の放送に係る区域であつて、中波放送、超短波放送、テレビジョン放送、マルチメディア放送、超短波音声多重放送又は超短波文字多重放送を行う基幹放送局については、次に掲げる区域」と規定している。後に続く各号には、基幹放送の種類ごとに基幹放送局から発射される電波の電界強度を規定している。
引用の促音の表記は原文ママ
各号に規定するものを掲げる。
- （1） 中波放送

次の表に掲げる電界強度の範囲において告示の値以上である区域
| 区域       | 電界強度の範囲（mV/m） |
| ---------- | ---------------------- |
| 高雑音区域 | 10以上50以下           |
| 中雑音区域 | 2以上10未満            |
| 低雑音区域 | 0.25以上2未満          |
- （2） 移動受信用地上基幹放送以外の超短波放送、超短波音声多重放送又は超短波文字多重放送
  - （一） デジタル放送以外

地上4mの高さの電界強度が、次の表に掲げる電界強度の範囲において告示[2]の値以上である区域

| 区域       | 電界強度の範囲（mV/m） |
| ---------- | ---------------------- |
| 高雑音区域 | 3以上10以下            |
| 中雑音区域 | 1以上3未満             |
| 低雑音区域 | 0.25以上1未満          |
- （二） デジタル放送

電界強度が、1セグメント当たり0.7mV/m以上である区域
- （3） 移動受信用地上基幹放送以外のテレビジョン放送

地上10mの高さの電界強度が、1mV/m以上である区域
- （4） 移動受信用地上基幹放送のマルチメディア放送で、標準テレビジョン放送等のうちデジタル放送に関する送信の標準方式[3]（以下、「デジタル放送の標準方式」と略す）第4章第1節に定める放送

地上4mの高さの電界強度が、√（（1.12）2×n+（0.71）2×m）mV/m以上である区域
（nは、デジタル放送の標準方式第11条第3項に規定するOFDMフレームに含まれる3セグメント形式のOFDMフレームの数とし、mは同項に規定するOFDMフレームに含まれる1セグメント形式のOFDMフレームの数とする）
- （5） 移動受信用地上基幹放送のテレビジョン放送及びマルチメディア放送
  - （一） デジタル放送の標準方式第4章第2節に定める放送

地上4mの高さの電界強度が、√（（1.12）2×n+（0.32）2×m）mV/m以上である区域
（nは、デジタル放送の標準方式第28条第2項に規定するOFDMフレームに含まれる13セグメント形式のOFDMフレームの数とし、mは同項に規定するOFDMフレームに含まれる1セグメント形式のOFDMフレームの数とする）
  - （二） デジタル放送の標準方式第4章第3節に定める放送

地上4mの高さの電界強度が、1.26×100.5×log（B/5.55）mV/m以上である区域
（Bは、基幹放送局の使用する周波数帯幅（単位MHz）とする）

## 解説
定義に見る通り、基幹放送の内、地上波による国内放送の地上基幹放送局毎に、つまり親局・中継局と呼ばれる送信所毎に設定される。標準的な受信設備で地上基幹放送又は移動受信用地上基幹放送を良好に受信できると想定される区域（強・中電界地域）のことであり、電界強度により機械的に定まる。
地上基幹放送局の免許申請にあたっては、申請書に記入することが義務付けられており、これを算出する告示がある。
テレビ放送では、地上10mの高さで電界強度が1mV/m（60dBµ）以上である区域が放送区域である。従前のアナログテレビ放送では、地上4mの高さで電界強度が3mV/m（70dBµ）以上である区域と規定していた。これは、地上10mの高さに20素子程度の、従前のアナログ放送は地上4mの高さに14素子程度の八木・宇田アンテナを設置した場合の受信できる範囲に相当する。ワンセグ放送を移動体端末で受信する場合、地上10m未満の高さで貧弱なアンテナにより受信するので、放送区域内であっても受信できないことがある。
逆に放送区域外（弱電界地域）でも環境を整備して受信できることもある。超短波放送（FM放送）やテレビ放送では、パラスタックアンテナ（大型で設置・維持が困難である欠点があったが、最近はそれらを容易にしようと小型で遠距離受信可能なもの（マスプロ電工の「LS14TMH」、DXアンテナの「UBL-62DA」、八木アンテナの「US-LD14CR」など）が発売されている）を地上10mを超える高さに設置することによって放送区域外でも良好に受信できる場合がある。場合によってはアンテナと受信機の間に受信ブースターを取り付ける。

## その他
放送対象地域とは、放送法に「同一の放送番組の基幹放送を同時に受信できることが相当と認められる一定の区域」と定義され、基幹放送普及計画により放送系毎、つまり基幹放送事業者毎に定まるもので、放送区域とは異なるものである。